# Adélia Sigaud
Adéle Marie Louise Sigaud (Rio de Janeiro, c. 1840 – , ) é considerada a primeira brasileira a ler pelo  sistema braille. O sistema foi-lhe ensinado pelo missionário José Álvares de Azevedo, que se educou em uma escola para cegos na França e é considerado o patrono da educação dos cegos no Brasil.
Era filha do médico francês naturalizado brasileiro José Francisco Xavier Sigaud, que esteve ao serviço da Corte Imperial. Devido a essa habilidade, em 1851, Adéle e seu mestre conheceram o Imperador Dom Pedro II, Em decorrência desse encontro foi criado, em 1854, o Instituto Benjamin Constant, para ensino de crianças e jovens cegos. Adélia Sigaud foi aluna e a primeira professora dessa escola.